# Kedvesem
《Kedvesem》은 헝가리의 가수 마르터 얼렉스의 노래로, 유로비전 송 콘테스트 2013의 참가곡이다.

## 곡 목록
Digital download
1. "Kedvesem" - 3:24
2. "Kedvesem" (Zoohacker Remix) - 3:09
3. "One For Me" - 3:24